# Pteranthus dichotomus
Pteranthus dichotomus — вид квіткових рослин з родини гвоздикові (Caryophyllaceae).

## Поширення
Вид поширений на Близькому Сході, у Північній Африці, на півдні Іспанії, на Мальті, Сицилії та Кіпрі, Аравійському півострові і на заході Пакистану.

## Опис
Це однорічні рослини, майже голі знизу і опушені зверху, що досягають 5-25 см заввишки. Стебла висхідні, кілька разів роздвоєні. Листя 0,5-3 х 0,1 см, більш-менш м'ясисті, лінійні. Ланцетні прилистки. Суцвіття дворазово розгалужені, загалом утворюють щиток. Квітки сидячі в цимусах по 3 квітки. Крихітні увігнуті приквітки. Чашечка 3-4 мм, з 4 довгасто-лінійними частками. Маточка і насіння довжиною близько 2 мм, видовжено-еліпсоїдні. Цвітіння січень-квітень.